# Zavodoukovsk
Huyện Zavodoukovsk (tiếng Nga: ? райо́н) là một huyện hành chính tự quản (raion), của Tỉnh Tyumen, Nga. Huyện có diện tích 15 km², dân số thời điểm ngày 1 tháng 1 năm 2000 là 26700 người. Trung tâm của huyện đóng ở Zavodoukovsk.